# Augustin Bizimungu
Augustin Bizimungu (Byumba, 28 d'agost de 1952) és un ex-general en les Forces Ruandeses de Defensa (FAR). El 1994, va exercir breument com a Cap de l'Estat Major. Durant aquest període, va entrenar els soldats i milicians que van dur a terme el genocidi de Ruanda.
Membre de l'ètnia hutu, Bizimungu tenia el rang de tinent coronel en les FAR el 6 d'abril de 1994. Aquell dia, després de la mort del Cap d'Estat Major Déogratias Nsabimana en un accident aeri que també va matar el president Juvénal Habyarimana, Bizimungu va ser promogut a general i nomenat com a Cap permanent de l'exèrcit, substituint Marcel Gatsinzi.
Va fugir del país després de la victòria del Front Patriòtic Ruandès (FPR), i presumptament va dir "el FPR governarà sobre un desert."
El 12 d'abril de 2002, el Tribunal Penal Internacional per a Ruanda (TPIR) va emetre una ordre d'arrest per Bizimungu, qui aparentment treballava amb el moviment rebel angolès UNITA. L'agost de 2002, va ser arrestat pel govern angolès i acusat de crims de guerra en la Cort de l'ONU a Tanzània.
El judici es va suspendre fins a setembre de 2008, en la qual Bizimungu va ser jutjat al costat d'altres oficials de les FAR, com Augustin Ndindiliyimana (Cap de l'Estat Major de la Gendarmeria Nacional), François-Xavier Nzuwonemeye (Comandant del Batalló de Reconeixement de l'Exèrcit ruandès) i Innocent Sagahutu (Comandant Adjunt del Batalló de Reconeixement de l'Exèrcit ruandès). El 17 de maig de 2011, Bizimungu va ser condemnat a trenta anys a la presó per la seva complicitat en el genocidi.
Bizimungu va ser interpretat per Fana Mokoena en la pel·lícula de 2004, Hotel Rwanda.